# Neurigona purulha
Neurigona purulha är en tvåvingeart som beskrevs av Stefan Naglis 2003. Neurigona purulha ingår i släktet Neurigona och familjen styltflugor.
Artens utbredningsområde är Guatemala. Inga underarter finns listade i Catalogue of Life.